# 楊潮凱
楊潮凱（英語：Yeung Chiu Hoi，1984年12月18日—），香港男演員、主持及導演，2009年透過第23期藝員訓練班加入電視圈，曾為無綫電視基本藝人合約藝員。

## 背景
楊潮凱有一兄一姊，早年於九龍觀塘區長大，畢業於聖公會李兆強小學（小六）和聖公會基孝中學（2004年中七）。因他從小就喜歡創意文化，所以在預科畢業後於香港城市大學創意媒體學院修讀學士學位。他在大學時期曾經自編自導自演，參與多部實驗味道濃厚的獨立影視作品並曾參加第三屆台灣金甘蔗影展，並且獲得「最佳男主角」獎。2009年，他透過第23期藝員訓練班加入電視圈；同年参演香港電影《為你鍾情》拍攝，飾演單立文的年青版。
楊潮凱在就讀TVB藝員訓練班中获得监制戚其义和编剧周旭明的提拔，参演电视剧《天與地》。他因在該劇飾演陳豪的少年時期而人氣急升，因此一直视戚其義、周旭明和陳豪為伯樂恩師。2015年，他曾到紐約留學修讀一個月的Film Acting 課程。2017年開始，他除了拍攝劇集，亦有參與演出不同範疇的綜藝節目，例如《大玩特玩》、《#後生仔傾吓偈》等。
2017年2月，楊潮凱參與無線電視首部與劇集有關聯之網絡劇《降魔的番外篇 - 首部曲》拍攝，是其入行8年首次擔任男主角。他在劇中飾演夜更的士司機「喬左治」，並為該劇主唱及創作片尾曲《宿命》。他與同劇另一男主角黃建東憑此劇一同入圍《2017香港電視大獎》「迷你劇﹑單元劇最佳男主角」最後三強。2019年4月，他由經理人合約改簽基本藝人合約，並因十年來有公司穩定的收入，故參加該年香港書展，推出首本寫真集《Go With The Flow》。2020年，他在劇集《法證先鋒IV》飾演智障人士「鄒浩（浩仔）」，演出受到觀眾關注。
另外，楊潮凱擅長結他、足球、中國功夫及攝影，跟隨冼灝英學習大聖劈掛，也喜歡閱讀社會學、文化類書籍，又不時於社交平台上載自己運動的相片。
2024年5月，楊潮凱在社交媒體上宣佈離開無綫電視，結束雙方15年的賓主關係。

## 感情生活
2013年12月20日，楊潮凱與交往11年的圈外初戀女朋友、中學教師江玉儀結婚，結束長達11年的愛情長跑，圈內好友均到場慶祝婚禮。擔任兄弟團圈中人有梁嘉琪、樂瞳、羅天宇、張紋嘉及周志文等，到賀的藝人則有胡杏兒、黃德斌及茍芸慧等，場面熱鬧。2017年10月11日，他在社交平台Instagram公布太太懷孕。2018年3月18日，他在社交平台上宣布及感激太太為其誕下7磅重之女兒，而喜愛攝影的他更為剛滿月之女兒拍攝一輯彌月之寫真。2024年2月19日，楊凱潮公布其太太再度懷孕。

## 軼事
2015年10月20日，楊潮凱於微博及Instagram發表：「離開，是為了走更遠的路。」因最近大部分完約離巢的無綫藝員都在社交網站發表類似言論，所以此話一出，即引起大部分網民猜測其已經與無綫合約期滿。其中陳志健及沈震軒等無綫藝員亦以爲楊潮凱真的約滿離巢，都送上祝福。但楊潮凱第二日於微博及Instagram澄清自己與無綫仍然有合約，更明言完約前都未有離開的意思。他所講的「離開，是為了走更遠的路」是指自己將會去美國進修。

## 演出作品

### 電視劇（無綫電視）
| 首播   | 劇名                          | 角色                                              |
| 2009年 | 畢打自己人                    | 樂師（第145集），侍應（第178集），助手（第251集） |
| 2009年 | 有營煮婦                      | 靚仔（第14集）                                    |
| 2010年 | 女王辦公室                    | 鐸記小廚客人（第22集）                            |
| 2010年 | 掌上明珠                      | 洪耀生好友                                        |
| 2010年 | 談情說案                      | 冼立德                                            |
| 2010年 | 天天天晴                      | 阿海                                              |
| 2010年 | 情越雙白線                    | 不良青年                                          |
| 2010年 | 公主嫁到                      | 侍衛                                              |
| 2010年 | 讀心神探                      | 歐陽風                                            |
| 2010年 | 巾幗梟雄之義海豪情            | 吉特野九                                          |
| 2010年 | 依家有喜                      | 武指                                              |
| 2010年 | 誘情轉駁                      | 記者（第9、11集）                                 |
| 2011年 | 隔離七日情                    | 楊學禮（少年）                                    |
| 2011年 | 你們我們他們                  | 學生                                              |
| 2011年 | Only You 只有您               | 酒吧男客人                                        |
| 2011年 | 誰家灶頭無煙火                | 姚家強                                            |
| 2011年 | 女拳                          | 街坊                                              |
| 2011年 | 洪武三十二                    | 饑民                                              |
| 2011年 | 點解阿Sir係阿Sir              | 伍家義（二五仔）                                  |
| 2011年 | 花花世界花家姐                | Xenus職員                                         |
| 2011年 | 怒火街頭                      | 懲教員                                            |
| 2011年 | 團圓                          | 速龍職員                                          |
| 2011年 | 真相                          | 職員                                              |
| 2011年 | 紫禁驚雷                      | 街坊                                              |
| 2011年 | 潛行狙擊                      | 司機 (第30集)                                     |
| 2011年 | 九江十二坊                    | 群眾                                              |
| 2011年 | 不速之約                      | 青年（第20集）                                    |
| 2011年 | 法證先鋒III                   | 梁子豪                                            |
| 2011年 | 荃加福祿壽探案                | 男演員                                            |
| 2011年 | 天與地                        | 宋以朗（少年）                                    |
| 2011年 | 結·分@謊情式                  | 歌手（第24集）                                    |
| 2011年 | 我的如意狼君                  | 院友（第3集）                                     |
| 2012年 | 缺宅男女                      | 工友（第4-5集）                                   |
| 2012年 | 換樂無窮                      | 保安（第15集）                                    |
| 2012年 | 4 In Love                     | 招                                                |
| 2012年 | 東西宮略                      | 蹴踘員（第1-2集）                                 |
| 2012年 | 當旺爸爸                      | 地產Sales（第16集）                               |
| 2012年 | 拳王                          | 不良青年（第11-12集）                             |
| 2012年 | 心戰                          | Alex                                              |
| 2012年 | 衝呀！瘦薪兵團                | 梁樂謙（Adam）                                    |
| 2012年 | 護花危情                      | 紀浩全                                            |
| 2012年 | 回到三國                      | 阿榮                                              |
| 2012年 | 飛虎                          | 阿平（第6集）                                     |
| 2012年 | 怒火街頭2                     | 陳永威（賤粉）                                    |
| 2012年 | 造王者                        | 朱華                                              |
| 2012年 | 愛·回家 (第一輯)（2012—2014） | 千平（第94集）、旭（第289-290、303、383、603集）  |
| 2012年 | 天梯                          | 賀坤堯（青年）                                    |
| 2012年 | 名媛望族                      | 法庭書記                                          |
| 2012年 | 法網狙擊                      | 童黨（第5集）                                     |
| 2013年 | 幸福摩天輪                    | Chris                                             |
| 2013年 | 戀愛季節                      | 中學生                                            |
| 2013年 | 心路GPS                       | 尾注                                              |
| 2013年 | 女警愛作戰                    | 富二代                                            |
| 2013年 | 情越海岸線                    | 盧明輝                                            |
| 2013年 | 神探高倫布                    | 偉仔（第25集）                                    |
| 2013年 | 好心作怪                      | 李天雄                                            |
| 2013年 | 師父·明白了                   | 大孖                                              |
| 2013年 | 衝上雲霄II                    | 姚浩（Ottman）                                    |
| 2013年 | 神鎗狙擊                      | 包子忠                                            |
| 2013年 | 巨輪                          | 關浩正                                            |
| 2013年 | My盛Lady                      | 導演                                              |
| 2014年 | 守業者                        | 潘家聲                                            |
| 2014年 | 叛逃                          | ATF保安                                           |
| 2014年 | 愛我請留言                    | 黑仔                                              |
| 2014年 | 廉政行動2014－單元四“黑球”    | 溫國興                                            |
| 2014年 | 女人俱樂部                    | 外賣仔                                            |
| 2014年 | 點金勝手                      | 胡家俊                                            |
| 2014年 | 再戰明天                      | 鄧頌恩（奀仔）                                    |
| 2015年 | 張保仔                        | 旻祯（十三贝勒）                                  |
| 2015年 | 無雙譜                        | 帶金（聲演）                                      |
| 2015年 | 枭雄                          | 楚志文                                            |
| 2015年 | 刀下留人                      | 張翰林                                            |
| 2016年 | EU超時任務                    | 關少基（筲箕）                                    |
| 2016年 | 殭                            | 王俊飛                                            |
| 2016年 | 純熟意外                      | 鄧卓翹                                            |
| 2016年 | 致命復活                      | 杜 偉                                             |
| 2017年 | 與諜同謀                      | 陸啟豪（Howard）                                  |
| 2017年 | 不懂撒嬌的女人                | 文念深（青年）                                    |
| 2017年 | 使徒行者2                     | 譚兆龍 (速龍)                                     |
| 2018年 | 棟仁的時光                    | 周德琛（Sam）                                     |
| 2018年 | 再創世紀                      | 潘力晨                                            |
| 2019年 | 鐵探                          | 江正龍                                            |
| 2019年 | 機動部隊2019                  | 海哥                                              |
| 2020年 | 法證先鋒IV                    | 鄒浩（浩仔）                                      |
| 2021年 | 刑偵日記                      | 冼世強                                            |
| 2021年 | 把關者們                      | 張智軍（將軍）                                    |
| 2025年 | 富貴千團                      | Sam                                               |

### 電視電影（J2）
- 2018：網戰

### 網絡劇（Big Big Channel）
- 2017年：降魔的番外篇 - 首部曲 飾 喬左治

### 電視劇（香港電台電視部）
- 2008年：鐵窗邊缘V 第六集

### 綜藝節目（無綫電視）
- 2017年：使徒行者 臥底遊戲
- 2018、2020年：3日2夜
- 2018年：大玩特玩
- 2018年：降魔的 捉妖遊戲
- 2018年：海上夏日郵樂園
- 2018年：美女廚房
- 2018年：一帶一路一狀元
- 2019年：1+1+1
- 2019年：BB要健康
- 2019年：識玩旅行團（第二輯）
- 2020年：兩個小生去Camping
- 2023年：濠玩夏水禮
- 2023年：獎門人Happy Summer感謝祭
- 2023年：歡樂滿東華2023

### 綜藝節目（J2）
- 2017年：#後生仔平安夜傾吓偈

### 綜藝節目（Big Big Channel）
- 2017年：《使徒行者2》 明星麻雀王大賽
- 2018年：兩位吖唔該
- 2018年：PLAYERUNKWOWN'S BATTLEGROUNDS
- 2018年：十二瞞逃 (新春新子篇)

### 電影
- 2008年：《Joy Joy Joy遊樂園》飾 （第一男主角）
- 2009年：《Laughing Gor之變節》 飾 殺手
- 2010年：《為你鍾情》 飾 國強（少年）
- 2012年：《無敵破壞王》（配音）
- 2018年：《辣警霸王花2不義之戰》飾
- 2024年：《壞蛋獎門人4》飾 惡爺麥斯（配音）
- 未上映：《源生罪》飾 萬子

### 音樂錄像
| 首播   | 歌曲名稱       | 主唱       | 備註                            |
| 2016年 | 《愛需要勇氣》 | 何雁詩     |                                 |
| 2017年 | 《宿命》       | 楊潮凱     | 《降魔的番外篇 - 首部曲》主題曲 |
| 2022年 | 《愛無餘地》   | HANA菊梓喬 |                                 |

### 執導電影
- 2021年：《喜歡妳是妳》（與吳詠珊合導）

## 獎項
- 2008年：第三届台湾金甘蔗影展「最佳男主角」：《Joy Joy Joy遊樂園》
- 2022年：AEG 娛樂人氣王2022：最佳新導演（電影）（與吳詠珊）《喜歡妳是妳》

## 外部連結
- 楊潮凱的Instagram帳戶
- 楊潮凱的新浪微博
- 楊潮凱 BLOG （页面存档备份，存于）
- 楊潮凱的TVB官方微博
- 楊潮凱官方影迷會新浪微博 （页面存档备份，存于）
- 楊潮凱撐陳豪：心中嘅視帝 （页面存档备份，存于）
- 「二五」楊潮凱感激陳豪教戲 爆樂瞳豪邁唔過電 （页面存档备份，存于）
- 楊潮凱狂健身 fit爆演飛虎 （页面存档备份，存于）